# Act Naturally
Act Naturally is een countryliedje dat op naam staat van de Amerikaanse liedjesschrijvers Johnny Russell en Voni Morrison. Het is voor het eerst opgenomen door Buck Owens en The Buckaroos in 1963. Het nummer is twee jaar later ook opgenomen door The Beatles met Ringo Starr als zanger.
De ik-figuur in het liedje vertelt dat hij de hoofdrol mag gaan spelen in een film. De film gaat over iemand die verdrietig en eenzaam is – en hij hoeft zich alleen maar gewoon te gedragen. Repeteren is niet nodig.

## Versie van Buck Owens and The Buckaroos
Johnny Russell schreef het liedje al in 1961, maar kon het aan niemand kwijt. Niemand zag er wat in; zelfs zijn eigen producer wilde er niet aan toen Russell het zelf wilde opnemen. In 1963 ging hij samenwerken met Voni Morrison. Ze maakten de afspraak dat ze alle liedjes op hun beider naam zouden zetten, dus toen Morrison Buck Owens wist over te halen het liedje eindelijk op de plaat te zetten, kwam haar naam er als co-auteur bij te staan.
Buck Owens zag aanvankelijk ook weinig in het nummer, maar het enthousiasme van Don Rich, gitarist in zijn begeleidingsgroep The Buckaroos, overtuigde hem om het toch met het liedje te proberen. De single met het nummer werd een succes en bereikte de eerste plaats in de Hot Country Singles, de toenmalige countryhitparade.
In 1964 kwam Act Naturally ook uit op het verzamelalbum The Best of Buck Owens.

## Versie van The Beatles
The Beatles namen het nummer op 17 juni 1965 op voor hun album Help!. Ringo Starr, die het nummer zelf had voorgesteld, trad als zanger op, Paul McCartney verzorgde de achtergrondzang.
De bezetting was:
- Ringo Starr: zang, drums
- Paul McCartney: achtergrondzang, basgitaar
- George Harrison: sologitaar
- John Lennon: akoestische gitaar

Het nummer staat, behalve op  de Britse versie van Help! ook op het Amerikaanse album Yesterday and Today, uitgebracht op 20 juni 1966. Op de Amerikaanse versie van Help! staat het niet. In de Verenigde Staten, Canada en enkele andere landen kwam Act Naturally uit als achterkant van de single Yesterday. In andere landen, waaronder Nederland, was Dizzy Miss Lizzy de achterkant. Yesterday haalde onder anderen in de Verenigde Staten en Nederland de eerste plaats (zie Nummer 1-hits in de Billboard Hot 100 in 1965 en Lijst van nummer 1-hits in de Nederlandse Top 40 in 1965).
The Beatles brachten het nummer live in de aflevering van The Ed Sullivan Show die op 12 september 1965 werd uitgezonden. Na 1989 bracht Ringo Starr & His All-Starr Band het nummer ook regelmatig live.

## Andere versies
- Het nummer staat op de boxset Blame It All on My Roots van Garth Brooks uit 2013.[5]
- Brian Hyland nam het nummer op voor zijn album Country Meets Folk van 1964.[6]
- Hank Locklin zette het nummer op zijn album Once Over Lightly van 1965.[7]
- Loretta Lynn zong het nummer voor haar album Loretta Lynn Sings van 1963.[8]
- Mrs. Miller nam het nummer in 1967 op voor haar album The Country Soul of Mrs. Miller.
- Jody Miller zette het nummer op haar album Jody Miller Sings the Great Hits of Buck Owens uit 1966.[9]
- Daniel O'Donnell nam het nummer op voor zijn  album From the Heart uit 1988.[10]
- Buck Owens en Ringo Starr namen het nummer in 1989 samen op. Het kwam uit op single en haalde de 27e plaats in de Hot Country Singles.[11]
- Riders in the Sky zetten het liedje op hun album Woody's Roundup van 2000.[12]
- Dwight Yoakam nam het liedje op voor zijn album Dwight Sings Buck uit 2007.[13]